# Thomisus ochraceus
Thomisus ochraceus là một loài nhện trong họ Thomisidae.
Loài này thuộc chi Thomisus. Thomisus ochraceus được Charles Athanase Walckenaer miêu tả năm 1842.